# Rivière Schmon
Rivière Schmon är ett vattendrag i Kanada.   Det ligger i provinsen Québec, i den östra delen av landet, 800 km nordost om huvudstaden Ottawa.
I omgivningarna runt Rivière Schmon växer i huvudsak barrskog. Trakten runt Rivière Schmon är nära nog obefolkad, med mindre än två invånare per kvadratkilometer.